# Som automotivo

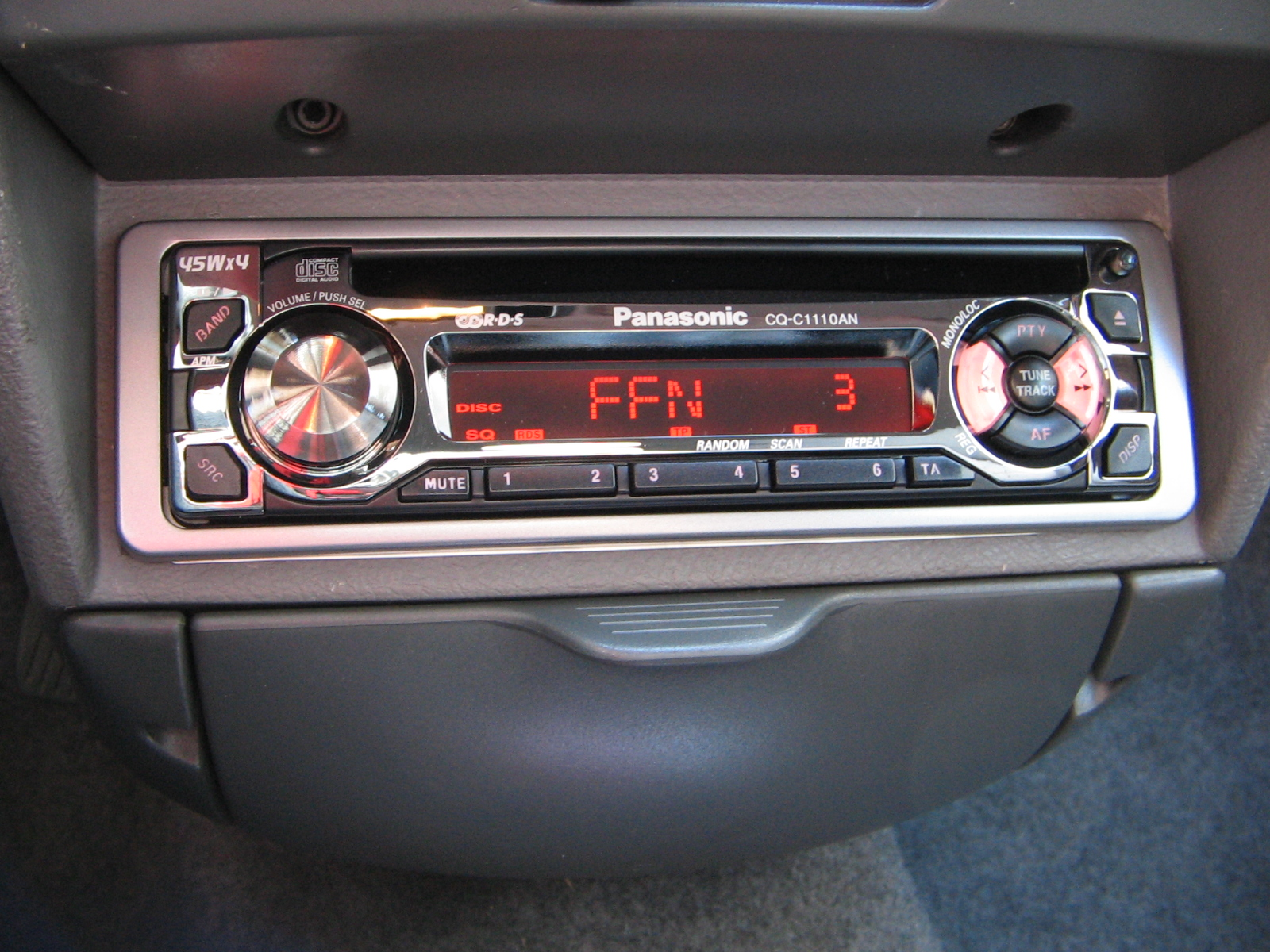
Uma unidade principal DIN com rádio e CD

Som automotivo é um equipamento instalado em um carro ou outro veículo para garantir entretenimento e informações para os ocupantes do veículo. Até a década de 1950, possuía apenas um rádio AM. Os novos recursos que surgiram desde então incluíram rádio FM (1952), toca-fitas de 8 trilhas, tocadores de cassete, toca-discos, reprodutor de CD (1984), reprodutores de DVD, reprodutores de Blu-ray, sistemas de navegação, tecnologia de telefone Bluetooth e controladores de smartphone como CarPlay e Android Auto. Uma vez controlados a partir do painel com alguns botões, hoje em dia eles podem ser controlados através dos controles do volante e comandos de voz.
Inicialmente desenvolvido para ouvir música e rádio, o som automotivo agora faz parte dos sistemas de telemática automotiva, telecomunicações, segurança interna, chamada viva-voz, navegação e diagnóstico remoto. Os mesmos alto-falantes também servem para diminuir o ruído da estrada e do motor com controle de ruído ativo ou podem ser usados para aumentar os sons do motor, por exemplo, fazendo com que o som de um motor menor fique maior.

## História

### Rádio

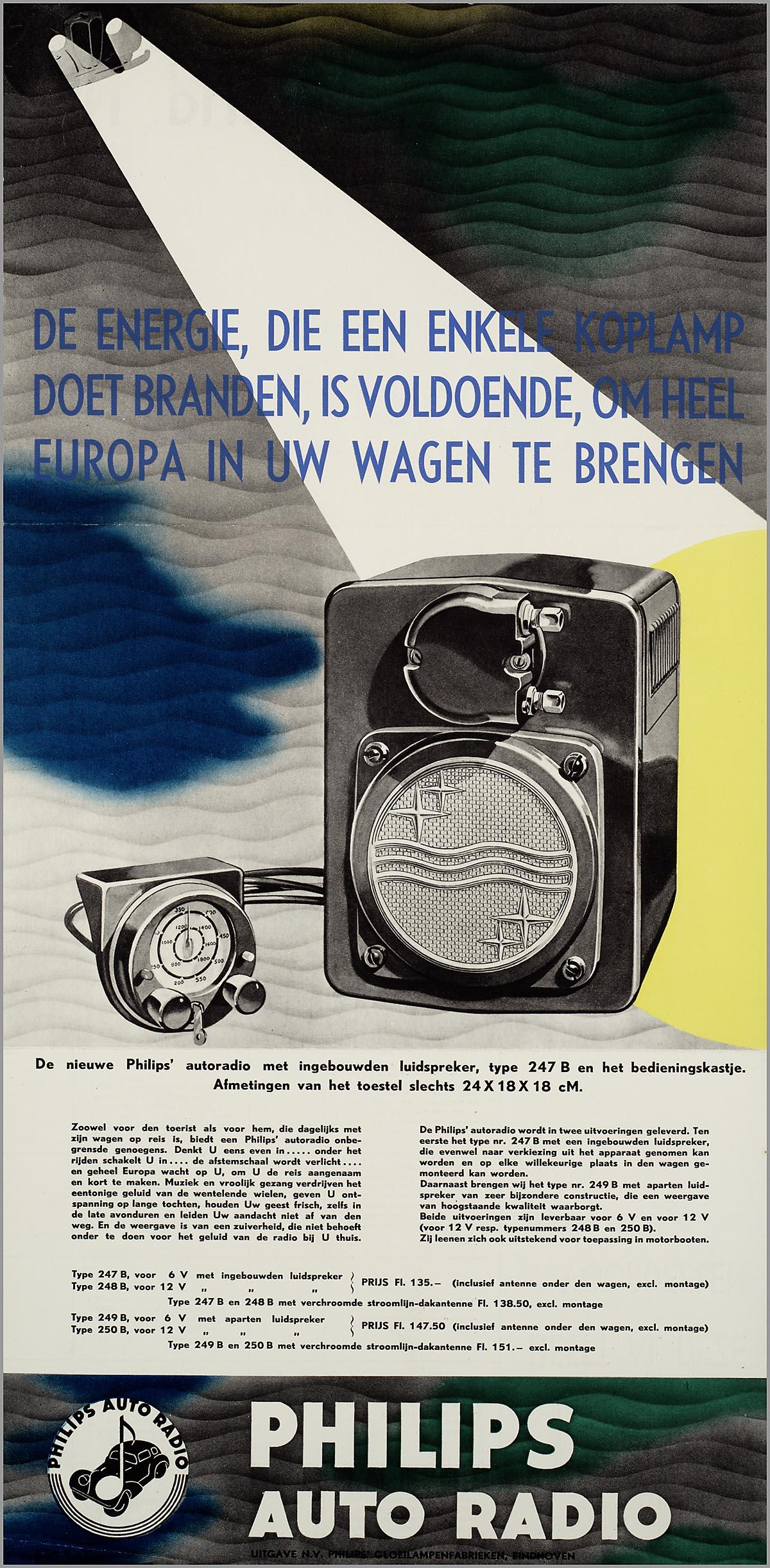
1937 Philips Auto Radio. Pesando 24 kg e ocupando 8 litros de espaço, foi montado no chão com um controle remoto com fio para ser encaixado no painel

Em 1904, muito antes de a tecnologia comercial para o rádio móvel se desenvolver, o inventor norte-americano autodeclarado "Pai do Rádio" Lee de Forest fez algumas demonstrações em torno de um rádio automotivo na Louisiana Purchase Exposition de 1904 em St. Louis.
Por volta de 1920, a tecnologia de tubo de vácuo amadureceu de uma forma que a disponibilidade de receptores de rádio tornasse viável a transmissão de rádio. Um desafio técnico era que os tubos de vácuo nos receptores de rádio exigiam corrente contínua de 50 a 250 volts, mas as baterias do carro funcionavam a 6V. A tensão foi aumentada através de um vibrador que fornecia uma CC pulsante que poderia ser convertida em uma tensão mais alta com um transformador, retificada e filtrada para criar CC de alta tensão.
Em 1924, a Kelly's Motors em NSW, na Austrália, instalou seu primeiro auto-rádio.
Em 1930, a American Galvin Manufacturing Corporation comercializou um receptor de rádio da marca Motorola por $ 130. Era caro: o Ford Modelo A contemporâneo custava US $ 540. Um sedã Plymouth, "conectado ao rádio Philco Transistone sem custo extra", foi anunciado no Ladies 'Home Journal em 1931. Em 1932, na Alemanha, o rádio de ondas médias e longas Blaupunkt AS 5 foi vendido por 465 Reichsmark, praticamente um terço do preço de um carro pequeno. Como ocupava quase 10 litros de espaço, não podia estar perto do motorista e era operado por um controle remoto no volante. Em 1933, a Crossley Motors vendeu um auto-rádio de fábrica. No final da década de 1930, os rádios AM com botão de pressão eram considerados um recurso padrão. Em 1946, 9 milhões de rádios AM estavam em uso.
Um receptor FM foi vendido pela Blaupunkt em 1952. Em 1953, Becker apresentou o AM / FM Becker Mexico com um sintonizador Variometer, basicamente uma função de busca ou varredura de estação.
Em abril de 1955, a Chrysler Corporation anunciou que estava oferecendo um Mopar modelo 914HR da marca Philco, que era um rádio transistorizado, como uma opção de $ 150 para seus modelos de 1956 Chrysler e Imperial. A Chrysler Corporation decidiu interromper sua opção de rádios automotivos com transistores no final de 1956 pelo seu alto preço e substituiu-o por um rádio híbrido mais barato (com transistores e válvulas de vácuo de baixa tensão) para seus novos modelos de 1957. Em 1963, Becker apresentou o Monte Carlo, um rádio de estado sólido tubeless sem tubos de vácuo.
De 1974 a 2005, o Autofahrer-Rundfunk-Informationssystem foi usado pela rede alemã ARD. Desenvolvido em conjunto pelo Institut für Rundfunktechnik e pela Blaupunkt, mostrava a presença de anúncios de trânsito através da manipulação da subportadora de 57 kHz do sinal FM da estação. O ARI deu lugar ao Radio Data System.
Na década de 2010, o rádio pela Internet e o rádio via satélite passaram a concorrer com o rádio FM. Por esta altura, alguns modelos ofereciam som surround 5.1. E a unidade principal do automóvel tornou-se cada vez mais importante como um invólucro para dashcams frontais e de backup, navis e sistemas operacionais com múltiplas funções, como Android Auto, CarPlay e MirrorLink. Os modelos mais recentes possuem recursos como tecnologia Bluetooth e entrada HDMI para melhor conectividade. O tamanho da tela pode ser entre 5 e 7 polegadas para os aparelhos de som automotivos Din duplos.
O rádio AM / FM combinado com um CD player continua sendo uma das principais características do som automotivo, apesar de estar em desuso em aplicações não automotivas.
Muitos sistemas de áudio modernos para veículos estão agora equipados com sistema anti-roubo para garantir a proteção.

### Mídia física
Reprodutores móveis para mídia física foram desenvolvidos para discos de vinil, fitas de 8 trilhas, fitas cassete e discos compactos.
As tentativas de fornecer reprodução móvel a partir da mídia aconteceram pela primeira vez com discos de vinil, no início dos anos 50. O primeiro desses reprodutores foi oferecido pela Chrysler como opcionais nos carros de 1956 da Chrysler, DeSoto, Dodge e Plymouth. O player foi desenvolvido pela CBS Labs e reproduzia uma seleção limitada de discos de 7 polegadas especialmente fornecidos a 16⅔ RPM. A unidade era uma opção cara e desapareceu após dois anos. Opções mais em conta usando registros de 45 rpm comumente disponíveis foram feitas pela RCA Victor (disponível apenas em 1961) e pela Norelco. Todos esses reprodutores exigiam uma pressão maior na agulha para evitar pulos quando o veículo está em movimento, o que causava um desgaste acelerado nos registros.
Em 1962, Muntz lançou o toca-fitas Wayfarer com cartucho de 4 trilhas. Muitas celebridades, como Frank Sinatra, instalaram essas unidades em seus carros.
Em 1965, a Ford e a Motorola lançaram em conjunto o toca-fitas de 8 vias para automóveis como opcional para os modelos da Ford de 1966. Em 1968, um auto-rádio de painel com um toca-fitas embutido foi lançado pela Philips. Nos anos seguintes, os cassetes suplantaram o 8-track e melhoraram a tecnologia, com tempos de reprodução mais longos, melhor qualidade de fita, reversão automática e redução de ruído Dolby. Eles fizeram sucesso nas décadas de 1970 e 1980.
A Pioneer lançou o CDX-1, o primeiro CD player (compact disc) automotivo, em 1984. Era conhecido por sua melhor qualidade de som, pulo instantâneo de faixas e maior durabilidade do formato em comparação com as fitas cassete. Os reprodutores de CD automotivos ficaram populares no final dos anos 80 e continuaram ao longo dos anos 90, com os dispositivos anteriores sendo montados no porta-malas e os posteriores sendo montados na unidade principal, alguns podendo acomodar de seis a dez CDs. Os CD players de estoque e de reposição nasceram no final dos anos 80, competindo com o cassete. O primeiro carro com um CD player OEM foi o Lincoln Town Car de 1987 e os últimos carros novos no mercado americano a saírem de fábrica com um toca-fitas no painel foram o 2010 Lexus SC430 e o Ford Crown Victoria. O adaptador de cassete do carro permitia que os motoristas conectassem um player de música portátil (reprodutor de CD ou MP3) em um toca-fitas já instalado.
No início do século 21, a mídia de armazenamento digital compacta - dispositivos habilitados para Bluetooth, pen drives, cartões de memória e discos rígidos dedicados - passou a ser reproduzida por sistemas de som automotivo.

## Controle de ruído ativo e síntese de ruído
O sistema de som automotivo pode ser parte de um sistema de controle de ruído ativo que diminui os sons do motor e da estrada para o motorista e passageiros. Um ou mais microfones são usados para captar o som de vários lugares do veículo, principalmente do compartimento do motor, parte inferior ou tubos de escapamento, e esses sinais são tratados por um processador de sinal digital (DSP), em seguida, enviados para os alto-falantes para que o sinal processado reduza ou cancele o ruído externo ouvido dentro do carro. Um sistema inicial voltado apenas para o ruído do motor foi desenvolvido pela Lotus e licenciado para o Nissan Bluebird 1992 vendido no Japão. A Lotus mais tarde se uniu à Harman em 2009 para desenvolver um sistema de redução de ruído mais completo, incluindo o ruído da estrada e dos pneus, assim como as vibrações do chassi. Uma vantagem do controle ativo de ruído é que o carro pode pesar menos, com menos material amortecedor usado e sem um eixo de equilíbrio pesado no motor. A retirada do eixo de equilíbrio também melhora a eficiência do combustível. O Honda Accord 2013 usava um sistema de controle de ruído ativo, assim como os modelos de luxo Lincoln 2013 e os modelos Ford C-Max e Fusion. Outros dados operacionais também estão presentes no DSP, como a velocidade do motor em rotações por minuto (RPM) ou a velocidade do carro na estrada. Um sistema de redução de múltiplas fontes pode atingir até 80% do ruído removido.
O mesmo sistema também serve para sintetizar ou aumentar o som do motor para que ele fique mais potente para o motorista. Para o Ford Mustang EcoBoost Fastback 2015 e o EcoBoost Fastback Premium, foi desenvolvido um sistema de controle ativo de ruído que amplifica o som do motor através dos alto-falantes do carro. O mesmo sistema é usado na caminhonete F-150. A Volkswagen usa o Soundaktor, um alto-falante especial para a reprodução de sons em carros como o Golf GTi e o Beetle Turbo. A BMW reproduz uma amostra gravada de seus motores através dos alto-falantes do carro, usando diferentes amostras de acordo com a carga e a potência do motor.

## Componentes e termos
O sistema de estoque é o aplicativo OEM que o fabricante do veículo especificou para ser instalado quando o carro foi fabricado.
Componentes de reposição também podem ser usados.
- Unidade principal: os produtos da unidade principal incluem a tela e os botões e são fabricados principalmente no formato DIN, que se refere ao ISO 7736. As unidades principais vêm como DIN simples ou DIN duplo.
- Conectores para som automotivo, onde o adaptador de chicote ISO 10487 é usado.
- Capacitores.
- Amplificadores de potência de áudio móveis.

Os amplificadores aumentam o nível de potência dos sinais de áudio. Algumas unidades principais vêm com amplificadores estéreo integrados. Outros sistemas de som automotivo usam um amplificador autônomo separado. Cada amplificador tem seu próprio nível de potência nominal, muitas vezes anotado na unidade principal com o amplificador embutido ou na etiqueta de uma unidade autônoma.
- Alto-falantes e subwoofers para carros.
- O material de isolamento acústico é bastante usado nas cavidades das portas e na área do porta-malas para o amortecimento do excesso de vibração dos painéis do carro em resposta aos tons de graves altos do subwoofer, especialmente o porta-malas.
- Drives óticos com mecanismo de carregamento por slot.

## Legalidade
Os sistemas de som excessivamente altos nos automóveis estão em desacordo com as leis de ruído dos municípios, alguns proibindo. Em 2002, o Departamento de Justiça dos Estados Unidos publicou um guia para policiais sobre como lidar com problemas associados a som alto nos carros.

## Galeria

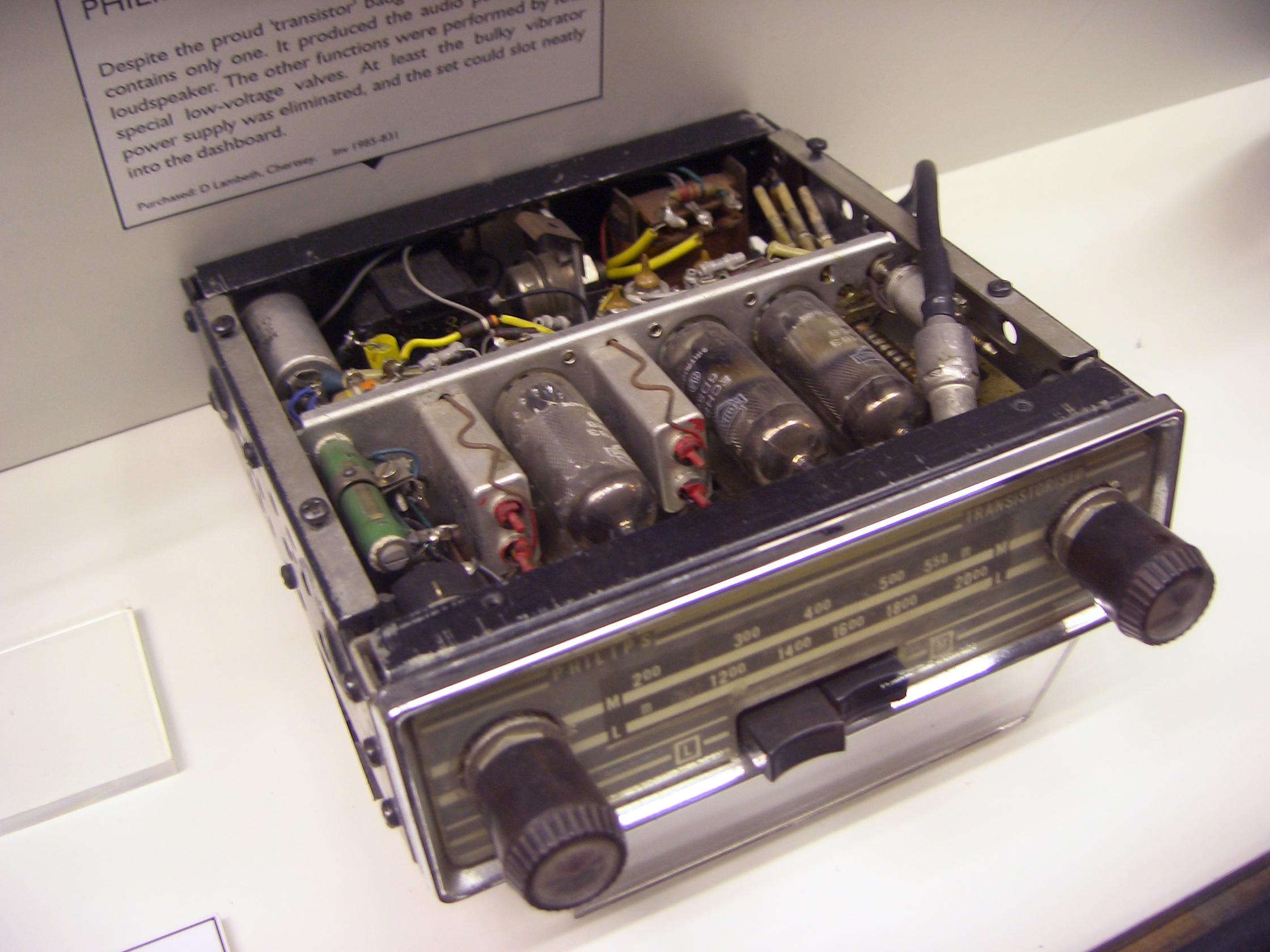
Um auto-rádio Philips dos anos 50 com transistor e válvulas. Este modelo usava uma variedade de válvulas que funcionavam com apenas 12 volts para a voltagem de sua placa (ânodo).
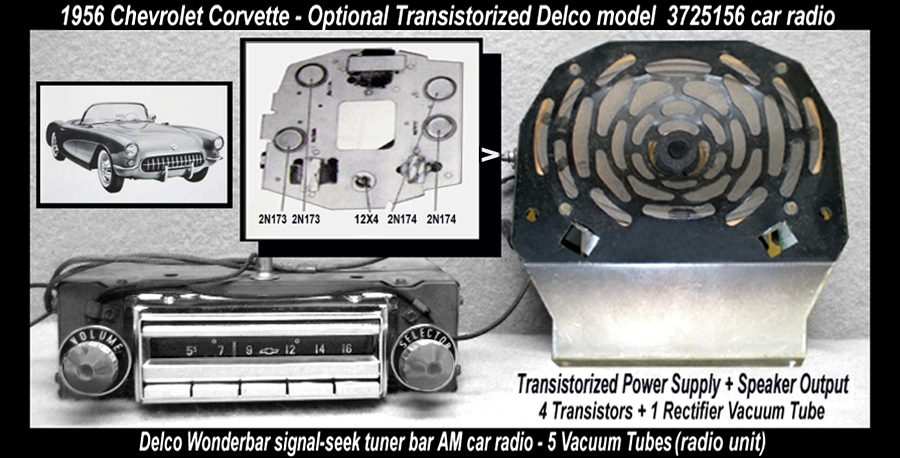
GM Delco transistorizado "Hybrid" (tubos de vácuo e transistores), oferecido pela primeira vez como opcional no Chevrolet Corvette 1956
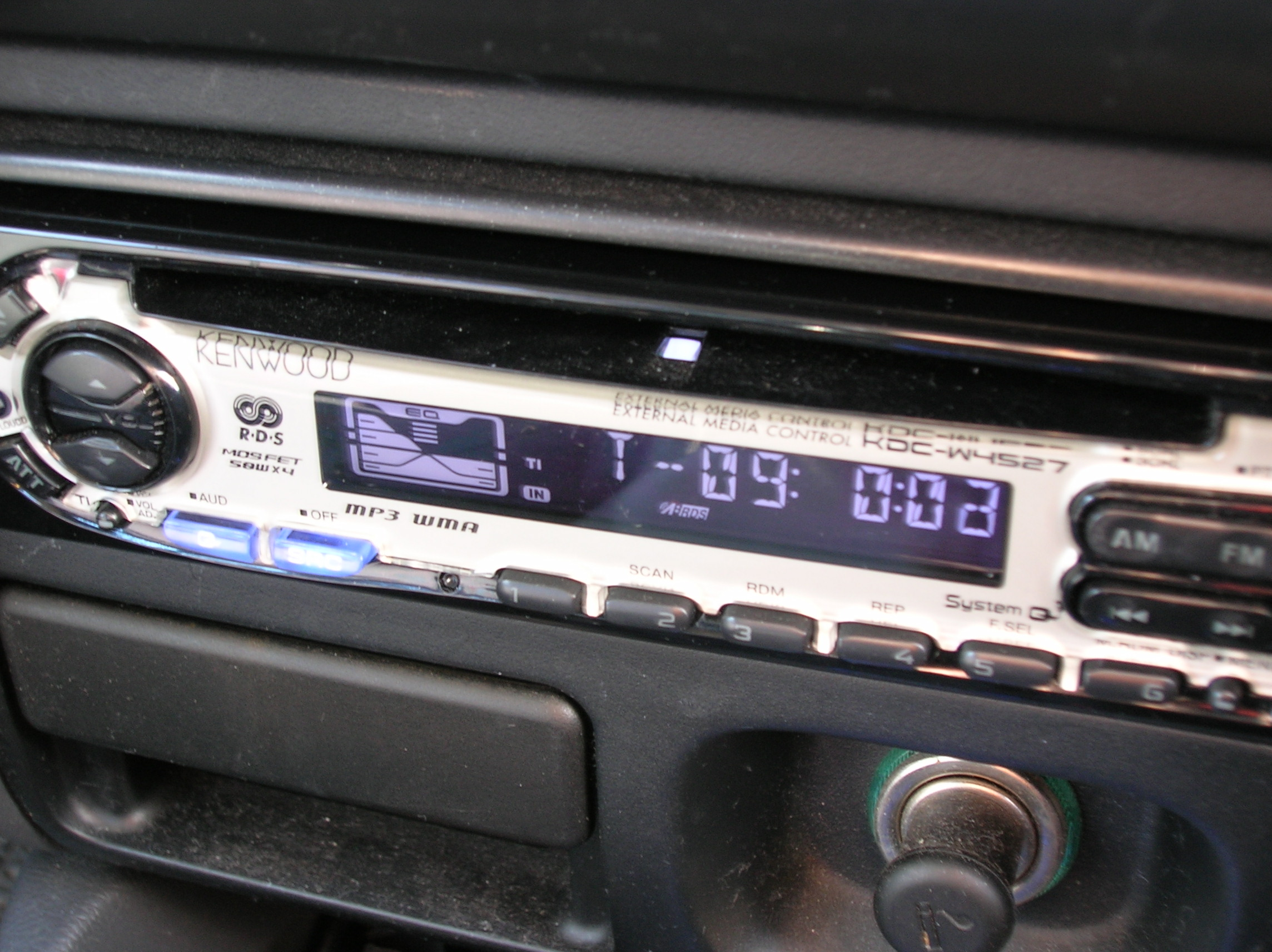
Uma unidade de som automotivo em um painel.
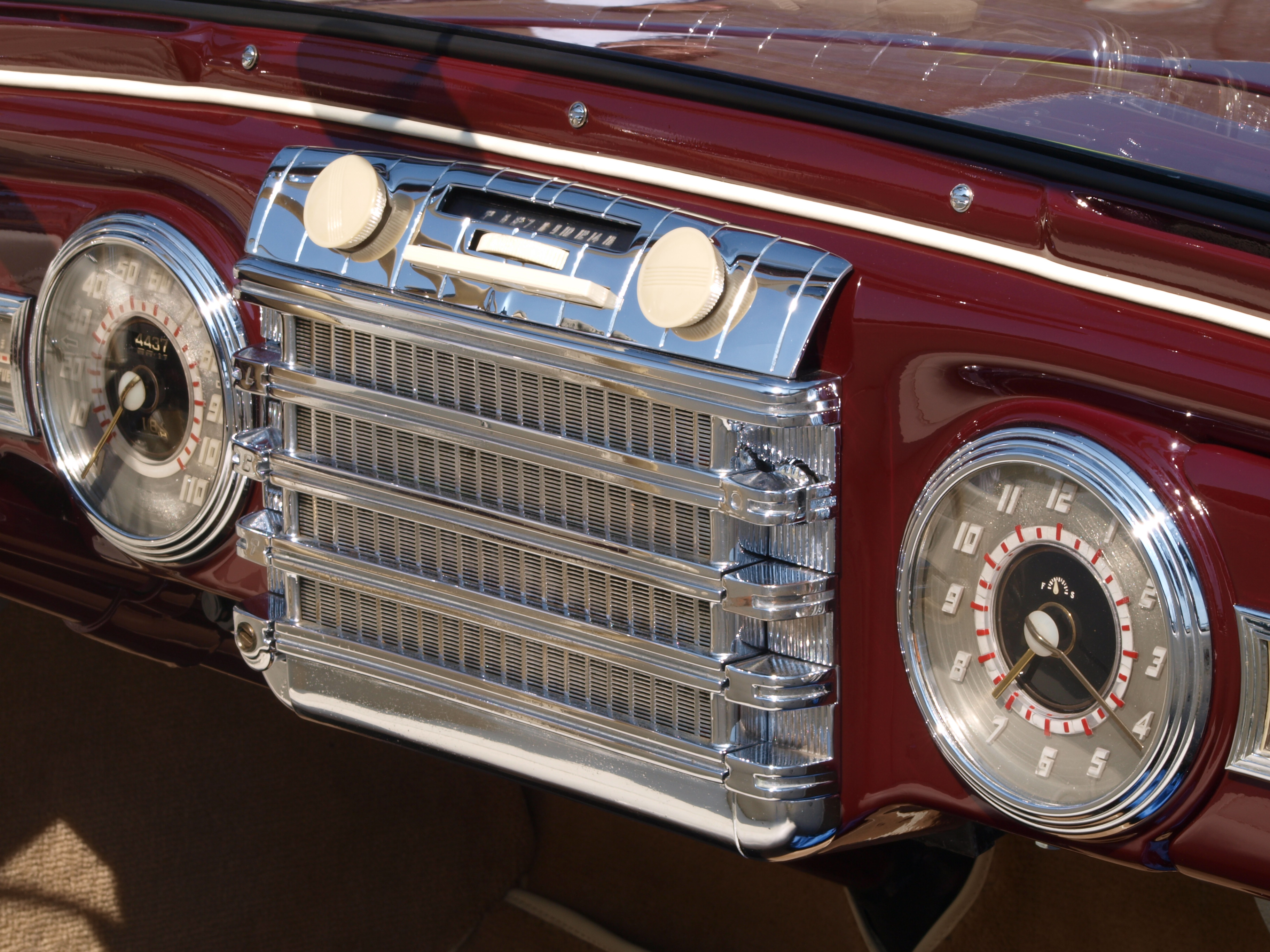
Rádio 1942 Lincoln Continental Cabriolet
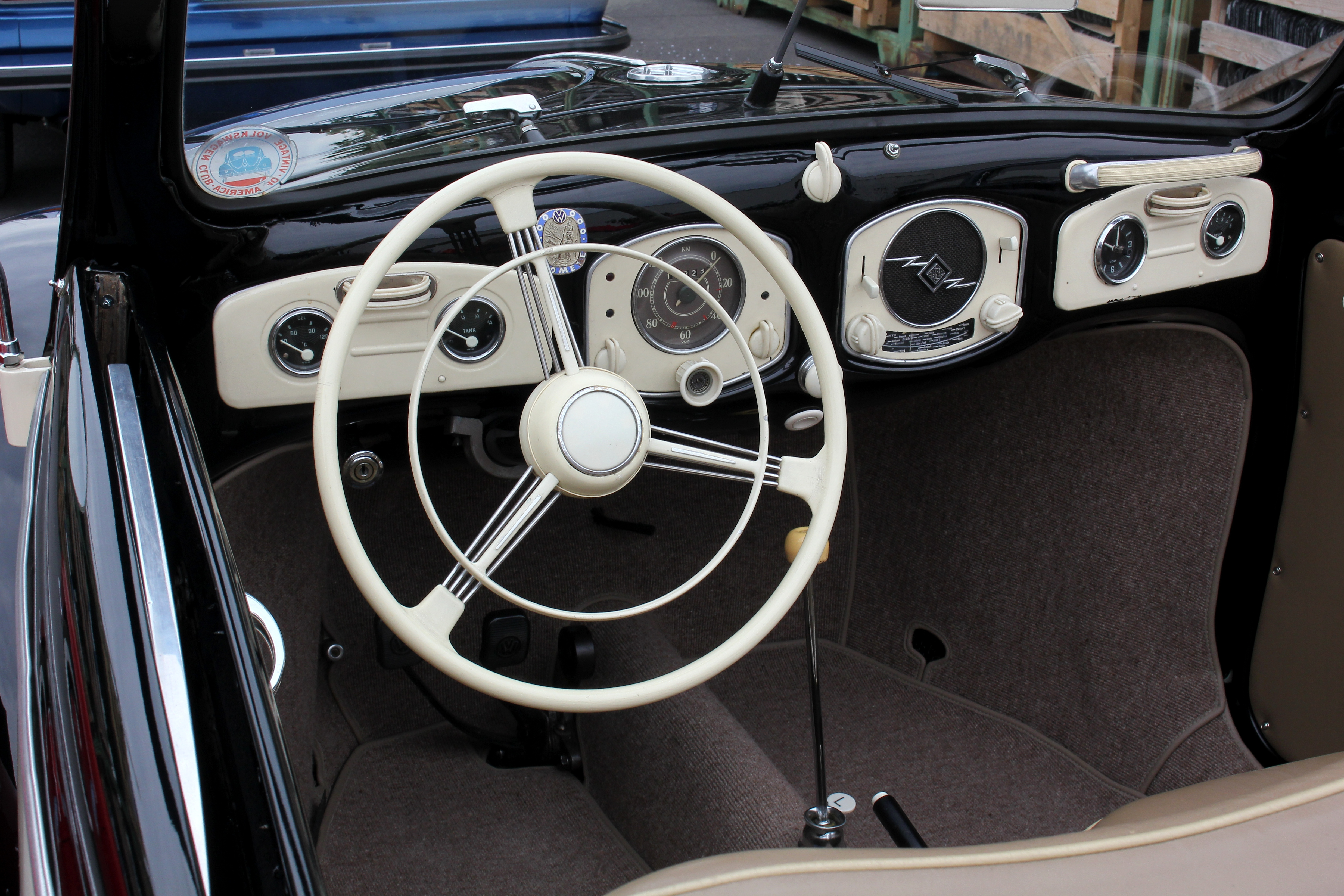
Painel de controle do VW Hebmüller com Telefunken Radio (1949/50)
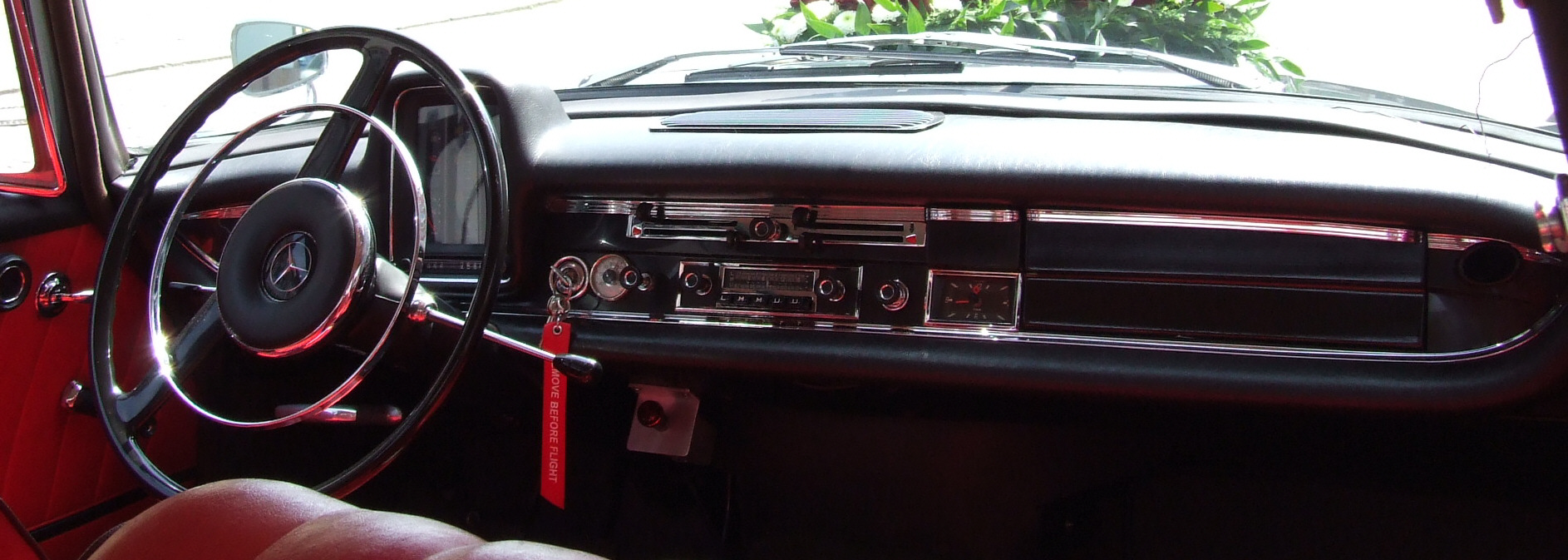
1964 Mercedes-Benz W110 190c painel com unidade principal FM Blaupunkt "Frankfurt" original.
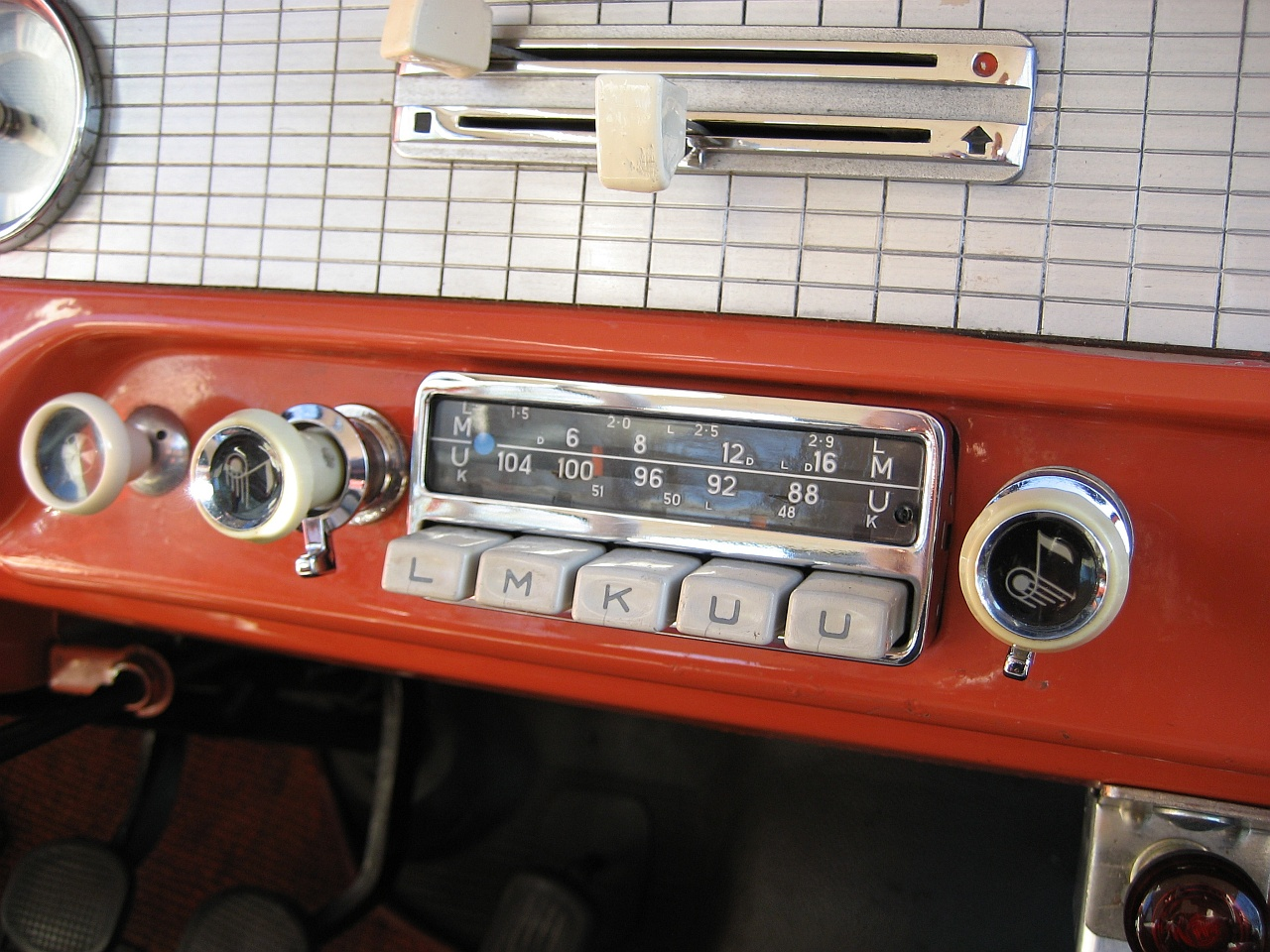
Blaupunkt Köln Radio - Alemão 1958 Ford Taunus 17M P2 deLuxe
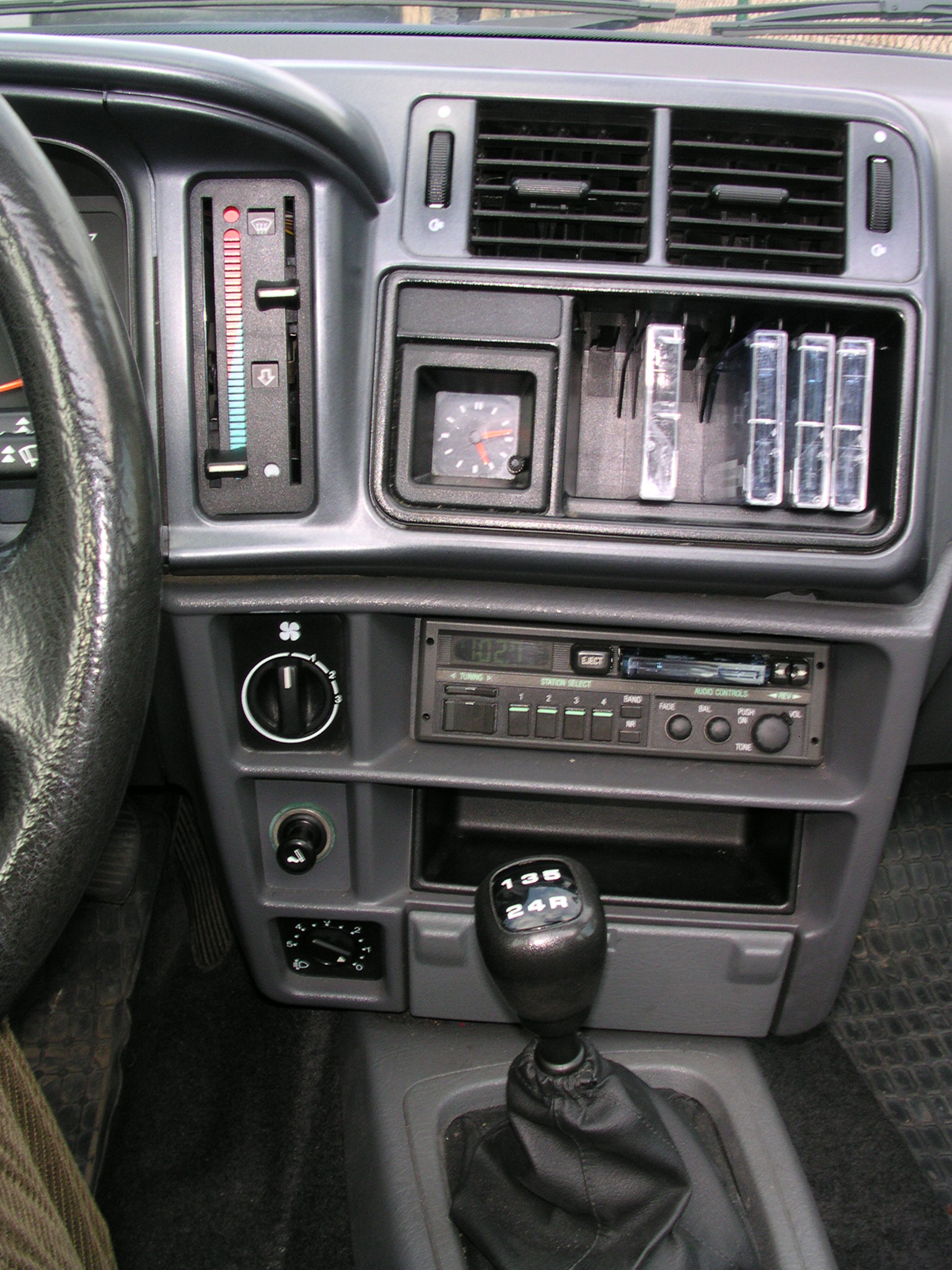
1990 Ford Sierra CLX Unidade de fita cassete de rádio em um painel com armazenamento de cassete
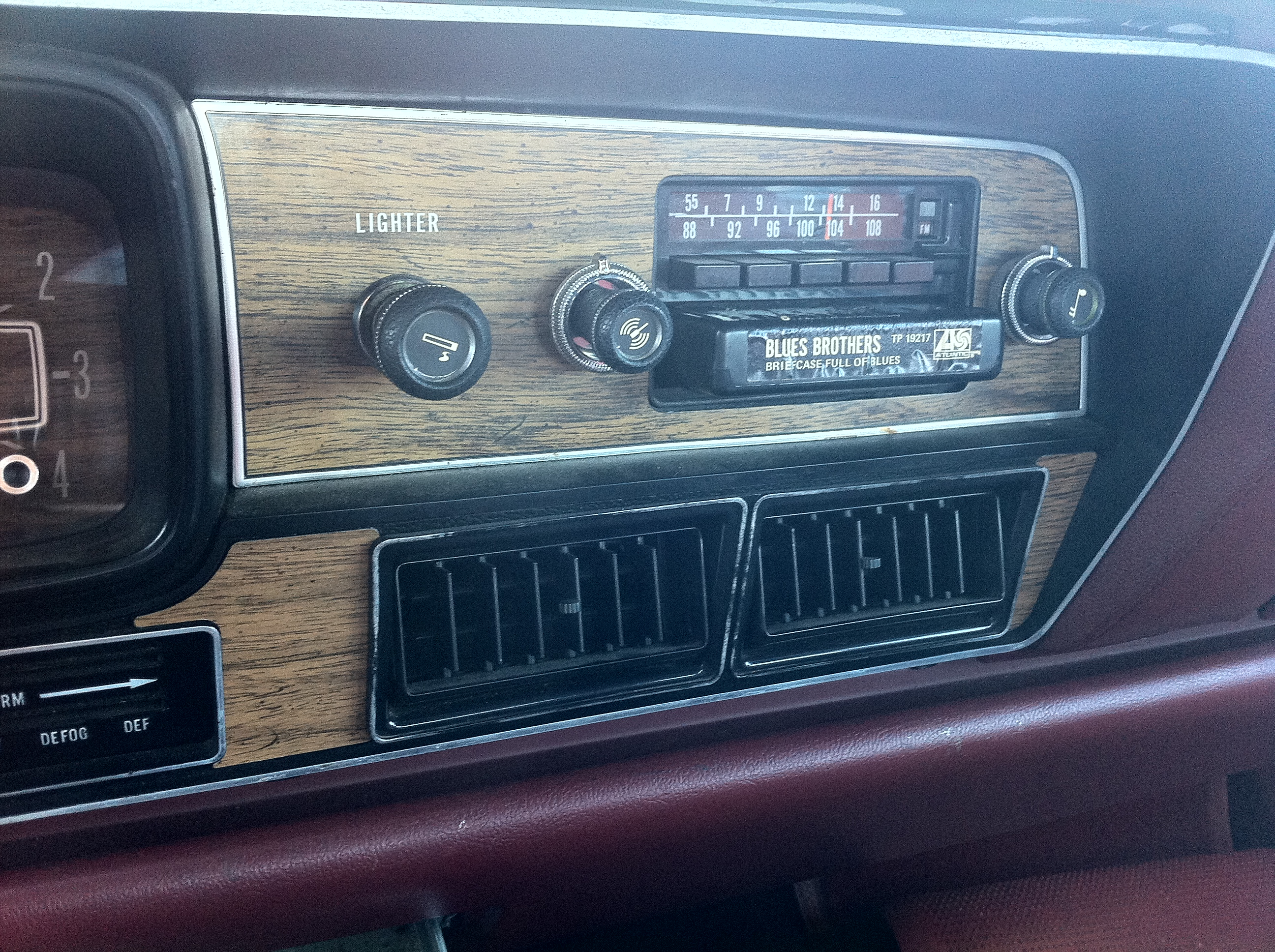
1978 AMC Matador fábrica de sedãs AM-FM estéreo - unidade de 8 faixas com um álbum dos The Blues Brothers
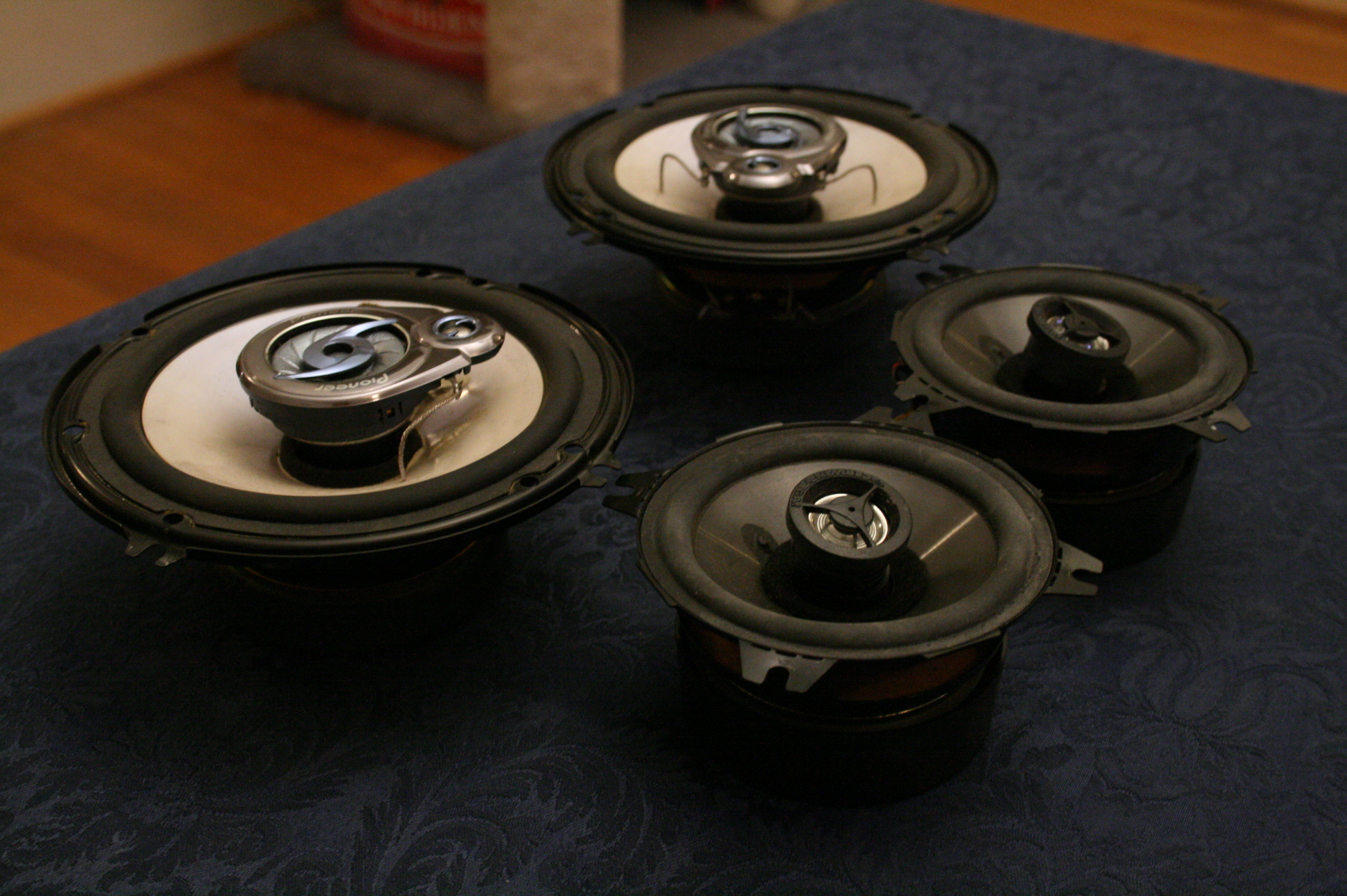
Um conjunto de alto-falantes removidos de um veículo de passageiros
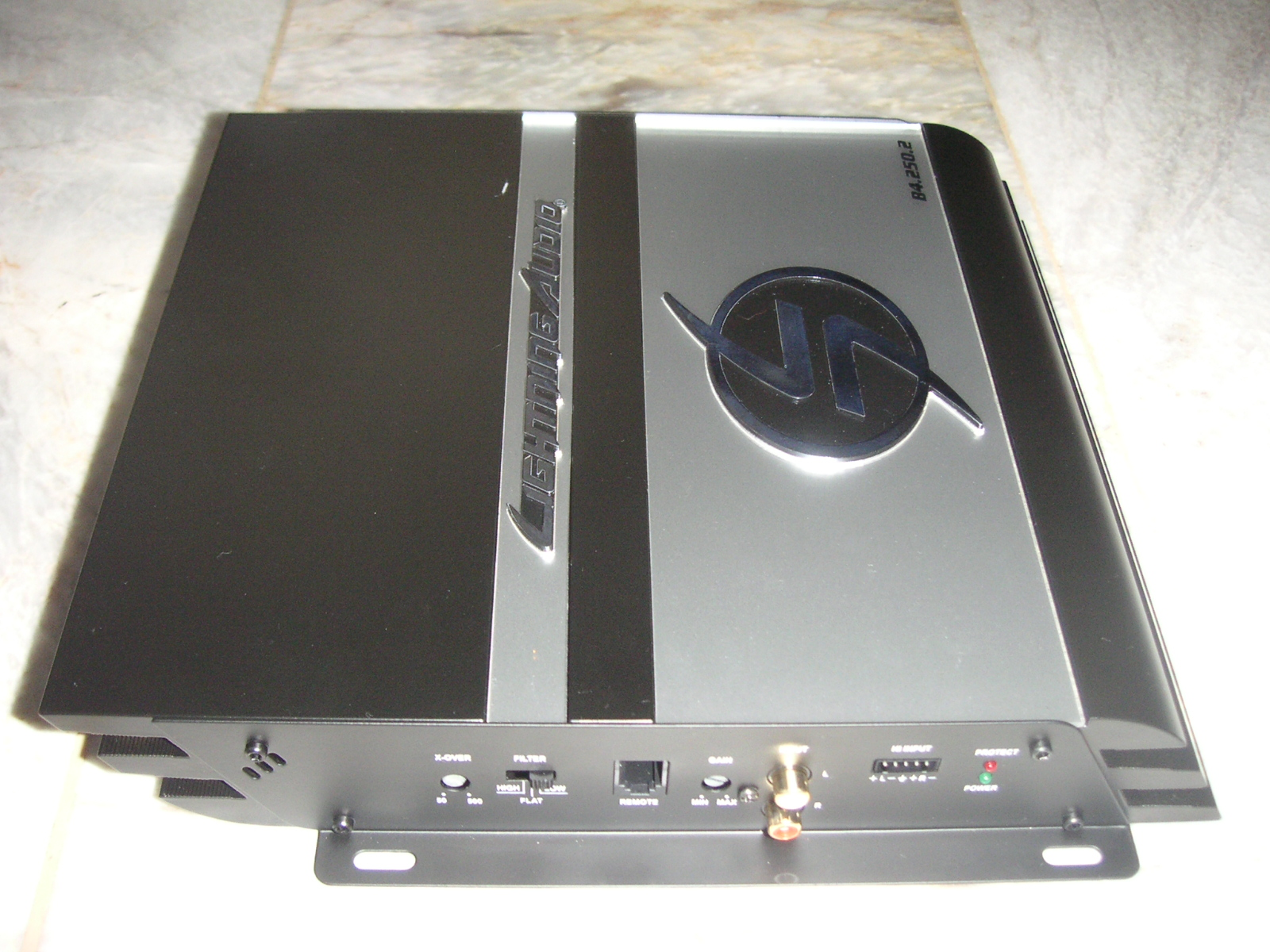
Um amplificador de áudio para carro
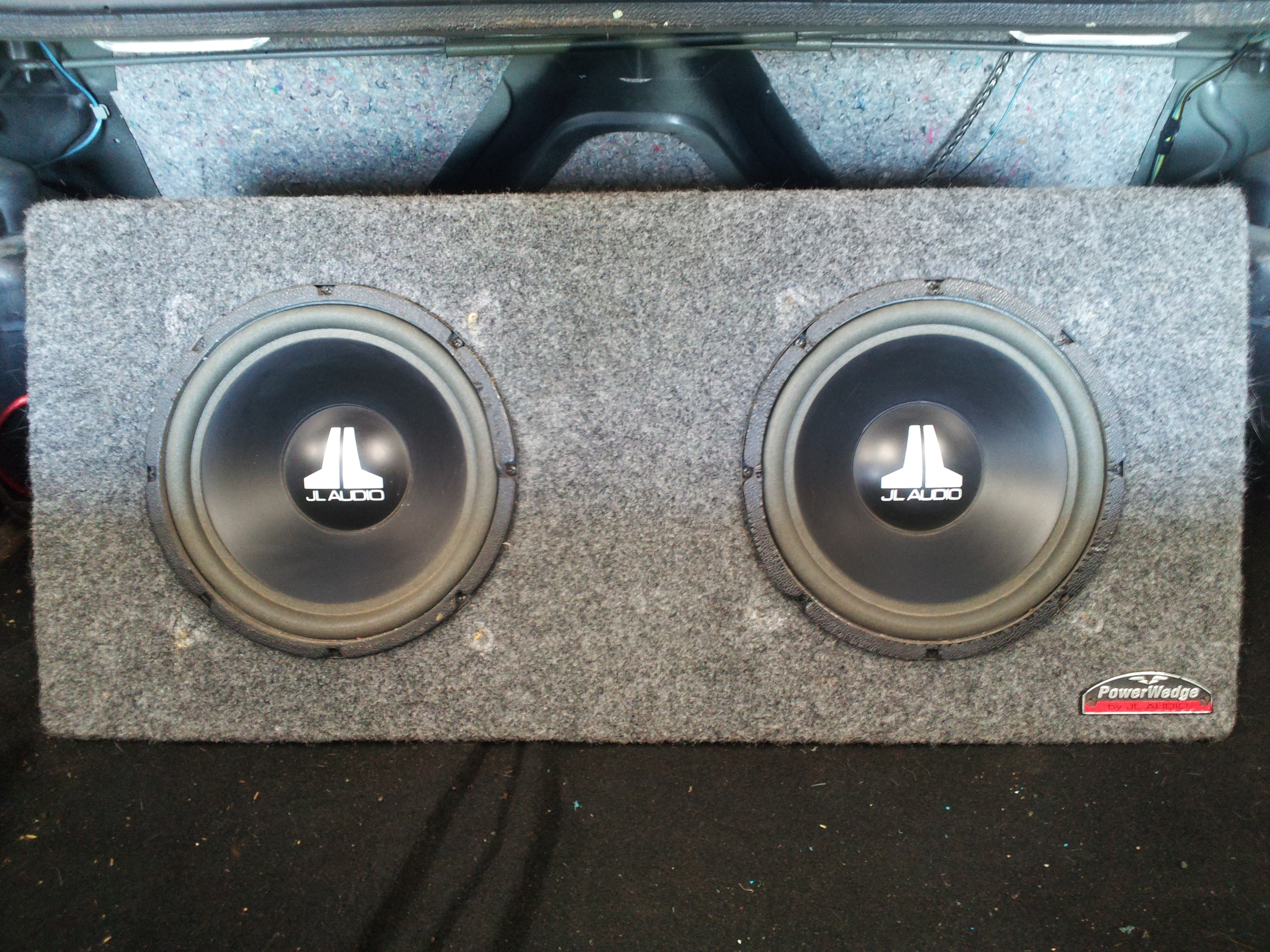
Dois subwoofers de 10 polegadas no porta-malas de um carro